# Hegemony (Computerspielreihe)
Hegemony (englisch für ‚Hegemonie‘) ist eine Computer-Strategiespiel-Reihe, die vom kanadischen Spieleentwickler Longbow Games entwickelt wird. Der Titel referenziert das Konzept der Hegemonie, das heißt die politische, militärische oder wirtschaftliche Vormachtstellung eines Staates über andere.

## Gameplay
Das Alleinstellungsmerkmal von Hegemony-Titeln ist die Kombination von Aspekten historischer Globalstrategiespiele auf einer frei einsehbaren Karte mit echtzeitbasierten Taktikschlachten. Strategische und taktische Ebene sind durch die Notwendigkeit des Ressourcen-Managements miteinander verknüpft. Ein zentraler Aspekt des Spiels besteht demzufolge in der Erstellung von Versorgungsketten, um Rohstoffzentren an die Infrastruktur anzuschließen und Armeen zu versorgen. Das Spiel vereint einen Sandbox-Modus (englisch für Sandkastenmodus) mit geskripteten historischen Kampagnen (Philip von Mazedonien, Julius Caesar, Pyrrhus von Epirus). Ziel ist es, Hegemonie-Punkte zu sammeln, so dass zum Gesamtsieg eine Kombination aus kultureller, wirtschaftlicher und militärischer Überlegenheit notwendig ist.

### Nahtloser Zoom
Eines der überzeugendsten Merkmale von Hegemony ist, dass es dem Spieler erlaubt, herauszuzoomen und Truppen auf der großen strategischen Ebene zu befehligen oder in eine bestimmte Schlacht hineinzuzoomen und die Taktiken einzelner Einheiten festzulegen. Die Möglichkeit, auf verschiedenen Detailebenen zu spielen, und der angemessene Detaillierungsgrad der Einheitentaktiken bieten ein Niveau der Kriegsführung, das von kaum einem anderen antiken Strategiespiel erreicht wird.

### Einheitentaktik
Der Spieler kann eine Vielzahl historisch passender Einheiten aufstellen – von Phalanxen bis zu Peltasten, von leichter Kavallerie über schwere Kavallerie bis zu Bogenschützen – indem er ein kontrolliertes städtisches Zentrum auswählt und aus der Bevölkerung dieses Zentrums eine Einheit aufstellt. Jede Einheit verfügt über ein bestimmtes Maß an Moral, Verpflegung und Initiative, und jede Einheit hat unterschiedliche Einsatzmöglichkeiten im Kampf. Schwere Infanterie geht in den Nahkampf, Peltasten werfen Speere, weichen zurück und gruppieren sich dann für einen weiteren Wurf neu, schwere Kavallerie führt gewaltige Angriffe von der Flanke und von hinten aus, wird aber überwältigt, wenn sie gut ausgebildete schwere Infanterie an der Front angreift.

### Nachschublinien
Ebenso wichtig für die historische Glaubwürdigkeit des Spiels ist die Rolle von Nachschub und Logistik, etwas, das Hegemony besser als jedes andere Spiel der antiken Kriegsführung modelliert. Das Versorgungsnetz des Spielers ist das Herzstück des Spielsystems. Dörfer und Städte sind die Grundlage des Systems. Jedes städtische Zentrum verfügt über eine bestimmte Menge an Arbeitskräften und liefert eine bestimmte Menge an Nahrungsmitteln. Nahegelegene Bauernhöfe können durch Versorgungslinien mit einer Stadt verbunden werden, so dass die Nahrung vom Bauernhof in der Stadt gesammelt wird. Die Versorgung wirkt sich auf jede Einheit in zweierlei Hinsicht kritisch aus. Erstens muss jede Einheit einen ausreichenden Vorrat an Nahrungsmitteln aufrechterhalten. Wenn die Einheit nicht genügend Nachschub und Nahrung hat, sinkt ihre Moral rapide und sie wird beim ersten Kontakt in der Schlacht zerrieben. Zweitens bestimmen die Nachschublinien die Verfügbarkeit von Rekruten. Eine Einheit, deren Stärke nicht optimal ist, erhält nur dann neue Rekruten, wenn sie sich im Umkreis eines Versorgungsknotens befindet, der mit der Heimatstadt der Einheit verbunden ist. In der Praxis bedeutet dies, dass der Spieler stets darauf bedacht sein muss, die Versorgungslinien aufrechtzuerhalten und den Nahrungsfluss zu steuern, um den Bedarf der einzelnen Knotenpunkte zu decken, und die Knotenpunkte und Verbindungen zu bewachen.

### Adaptiver Soundtrack
Der Soundtrack zu Hegemony wurde so komponiert, dass er sich ständig weiterentwickelt – je nach Intensität des Gameplays und zufällig, wenn das Gameplay relativ statisch ist. Er enthält mehrere Themen, jedes mit seinem eigenen einzigartigen harmonischen, melodischen und rhythmischen Inhalt. Diese separaten Themen wurden so geschrieben, dass sie nahtlos vor oder nach einem anderen Thema abgespielt werden können.

## Spiele

### Hegemony Gold: Wars of Ancient Greece
Hegemony Gold: Wars of Ancient Greece erschien am 30. März 2012 und beruht auf dem am 5. Dezember 2010 erschienen Hegemony: Philip of Macedon, welches auf der Spielemesse PAX 2010 den ersten Preis in der Kategorie Strategiespiele gewonnen hat. Diese erste Version wurde ausschließlich über die Webseite des Entwicklers vertrieben.
Angesiedelt im klassischen Griechenland wird in Hegemony Gold neben dem Sandkostenmodus mit 26 Fraktionen zusätzlich zur Philip-von-Mazedonien-Kampagne auch eine Kampagne für Athen und eine für Sparta angeboten. Der Schwerpunkt jedoch liegt auf der narrativen Kampagne, die den Aufstieg von Philipp von Makedonien, Vater Alexander des Großen, beschreibt, und sein Bestreben, Makedonien zu einer Macht zu machen, die es mit dem Persischen Reich aufnehmen kann.
Obwohl die Spielgrafik bei diesem ersten Titel der Serie noch nicht mit den großen der Branche mithalten konnte, bescheinigte GameStar Hegemony: Philip of Macedon „fordernde Echtzeit-Global-Strategie“.

### Hegemony Rome: The Rise of Caesar
Hegemony Rome: The Rise of Caesar erschien am 15. Mai 2014. Vier Kampagnen zeichnen den Weg Caesars zur Eroberung Galliens nach. Hegemony Rome führte die Möglichkeit ein, Feldlager und befestigte Brücken zu errichten, um Engpässe zu sichern oder als Ausgangsstützpunkte für Feldzüge zu dienen. Im Vergleich zu seinem Vorgänger konzentriert es sich auf schnelle Kampagnen und große Schlachten, die oft ein Merkmal der Gallischen Kriege waren. Mit der Erweiterung Mercenaries wurde die Möglichkeit hinzugefügt, Söldner aus unterschiedlichen Kulturgruppen anzuheuern. Mit der Erweiterung Advanced Tactics wurde die Möglichkeit hinzugefügt, weitere Söldner mit speziellen Fähigkeiten anzuheuern.
Hegemony Rome wurde meist als weniger ausgereifter Nachfolger von Hegemony Gold angesehen, da das Spielprinzip auf einer größeren Karte und ohne neue Mechaniken leicht zum Eindruck von Repetivität führen konnte. Das Magazin Strategy Gamer vergab in der Folge auch nur eine Bewertung von 6/10. Die Caesar-Kampagne wurde im Strategie-Podcast Three Moves Ahead als realitätsnahe und strategisch interessante Herausforderung beschrieben. Hooked Gamers vergab 82 %, GameWatcher 70 % und GameSpot 50 %.

### Hegemony III: Clash of the Ancients
Hegemony III: Clash of the Ancients erschien am 25. August 2015. Der Spieler spielt als eine von 25 Fraktionen im Italien vor dem Aufstieg Roms und versucht die Halbinsel unter seinem Banner zu vereinen. Neben einer latinischen Fraktion, kann der Spieler im Basisspiel auch eine griechische, keltische oder etruskische Fraktion wählen. Hegemony III verzichtet auf die aus den Vorgängern bekannte narrative Kampagnenstruktur und setzt voll auf einen Sandbox-Ansatz, bei dem Missionen im Laufe der Zeit organisch entstehen und nicht Teil einer im Vorhinein festgelegten historischen Erzählung sind (der Eagle King DLC enthält jedoch auch wieder eine narrative Kampagne).
Die Erweiterung The Eagle King erschien am 16. Februar 2017 und bietet eine Kampagne, in der der Spieler als König Pyrrhus von Epirus eine Invasion in Süditalien beginnt, um die griechischen Stadtstaaten vor dem aufstrebenden Rom zu schützen. Alternativ kann auch eine Sandbox-Invasion gespielt werden. Die Karte wird um Sizilien erweitert. Die Erweiterung Isle of Giants fügt dem Spiel eine Karte Sardiniens und Korsikas hinzu. Eine Reihe von Spielern erstellter Modifikationen erweitern die Spielwelt und die Spielmechaniken über das Grundspiel hinaus. So ist beispielsweise von den Entwicklern eine aus dem ersten Spiel adoptierte Griechenlandkarte verfügbar. Weitere größere Mods beschäftigen sich mit einer Spanien-Karte und Karthago-Kampagne oder einer Erweiterung auf den gesamten Mittelmeerraum.
Bei Veröffentlichung wurde der Titel für Bugs und eine schlechte AI gerügt, bei gleichzeitigem Zuspruch von der Spielepresse. Der Titel fand seinen Platz zwischen den großen Strategiespielreihen wie Total War. Hegemony III böte zwar einen hohen Wiederspielwert, aber wenig Neuerungen gegenüber seinen Vorgängern, sodass es insbesondere bei Diplomatie oder Handel hinter den Genrekonkurrenten zurückstehe.

## Rezeption
| Publikation                        | Hegemony Gold | Hegemony Rome | Hegemony III |
| ---------------------------------- | ------------- | ------------- | ------------ |
| GameStar                           | 73 %          |               |              |
| Armchair General                   | 93 %          |               |              |
| PC Masters                         | 84 %          |               |              |
| Destructoid                        | 75 %          |               |              |
| GamingXP                           | 70 %          |               |              |
| Strategy Gamer                     |               | 60 %          |              |
| Hooked Gamers                      |               | 82 %          |              |
| GameWatcher                        |               | 70 %          | 60 %         |
| GameSpot                           |               | 50 %          |              |
| WCCFTech                           |               |               | 78 %         |
| Steam User-Rating (Anzahl Reviews) | 96 % (176)    | 60 % (428)    | 79 % (445)   |